# 釐公 (曹)
釐公（僖公、きこう）は、春秋時代の曹の君主（在位前670年 - 前662年）。姓は姫、名は夷。荘公の子として生まれた。荘公の後をうけて曹国の君主となった。在位8年。昭公の父。